# Tharangambadi
Tharangambadi là một thị xã panchayat của quận Nagapattinam thuộc bang Tamil Nadu, Ấn Độ.

## Nhân khẩu
Theo điều tra dân số năm 2001 của Ấn Độ, Tharangambadi có dân số 20.841 người. Phái nam chiếm 48% tổng số dân và phái nữ chiếm 52%. Tharangambadi có tỷ lệ 74% biết đọc biết viết, cao hơn tỷ lệ trung bình toàn quốc là 59,5%: tỷ lệ cho phái nam là 79%, và tỷ lệ cho phái nữ là 69%. Tại Tharangambadi, 10% dân số nhỏ hơn 6 tuổi.